# Video clip
Los videoclips, en su mayoría, se centran en videos cortos, generalmente constituidos por chistes tontos y clips divertidos, la mayoría de las veces extraídos de películas o material de entretenimiento como YouTube. Los vídeos breves de plataformas como TikTok y YouTube suelen tener un impacto significativo en la cultura popular y las tendencias de Internet. Estos clips, a menudo descontextualizados, incorporan numerosos elementos humorísticos. En ocasiones, se utilizan como estrategia para dirigir la atención del público hacia otras cuentas del usuario o hacia videos de mayor duración. Además, el término se emplea de manera más amplia para referirse a cualquier programa de video, ya sea completo o fragmentario, subido a un sitio web u otro medio.

## En Internet
Los videoclips adquirieron popularidad en línea. Para el año 2006, ya existían millones de videoclips disponibles en la web, y surgieron nuevos sitios web enfocados exclusivamente en proporcionar videoclips gratuitos a los usuarios. Muchos sitios corporativos consolidados incorporaron la capacidad de recortar contenido de video preexistente en sus plataformas web.
Aunque la mayoría de este contenido no es exclusivo y se encuentra disponible en sitios de la competencia, algunas empresas crean sus propios vídeos, eliminando la necesidad de depender del trabajo de empresas externas o aficionados.

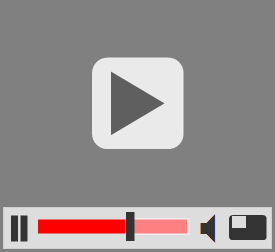
Un ícono detallado para video, por ejemplo, para vincular contenido de video en un sitio web.

Aunque algunos videoclips provienen de fuentes de medios establecidas, los clips creados de manera individual y por la comunidad son más predominantes. Muchas personas comparten sus trabajos creativos a través de vlogs (videoblogs), y el uso de videoclips en internet experimentó un crecimiento significativo a medida que avanzaba el tiempo. Entre marzo y julio de 2006, YouTube aumentó de 30 a 100 millones de visitas diarias de vídeos. Durante ese período, un hito destacado fue el lanzamiento del iPlayer de la BBC, que inició sus pruebas beta abiertas en julio de 2007. 

### Publicidad
Los videoclips son una forma común de publicidad. Con la proliferación de sitios de entretenimiento en línea que ofrecen contenido de programación televisiva de alta calidad de manera gratuita, el entretenimiento en vídeo en línea ha experimentado un aumento significativo en su popularidad.
Hoy en día, a medida que las empresas buscan ajustar sus asignaciones presupuestarias, la publicidad en sitios de vídeos se ha vuelto cada vez más común, y muchos de esos anuncios duran más de 20 segundos. Además, Los vloggers utilizan videoclips para promocionar productos, siendo la duración promedio de estos anuncios de entre 15 y 30 segundos.

### Aumento de los aficionados
A diferencia de las películas tradicionales, que están en gran medida dominadas por los estudios, los videoclips son creados principalmente por personas no profesionales.
En 2005, los estudiantes chinos Huang Yixin y Wei Wei, posteriormente conocidos como los "Back Dorm Boys", ganaron popularidad al realizar sincronización de labios con una canción de los Backstreet Boys en un video que subieron a varios sitios web de clips. Su éxito fue instantáneo, llevándolos a apariciones en programas de televisión y conciertos. Además, firmaron un contrato con una empresa de medios en Beijing, China, para seguir realizando sincronización de labios. 
En mayo de 2006, The Economist informó que el 90% de los videoclips en YouTube provenían de aficionados, entre ellos, jóvenes comediantes. De hecho, este fenómeno también dio lugar al surgimiento de talentos amateurs."
Una celebridad previa fue David Elsewhere, conocido por su notable habilidad en el Popping y liquid. Su actuación en el concurso de talentos Kollaboration en 2001, donde interpretó la canción "Expo 2000" de Kraftwerk, se hizo viral en Internet, abriéndole las puertas a contratos para anuncios de televisión y videos musicales. Los videoclips no solo se limitaron al ámbito de la publicidad televisiva y los videos musicales, sino que también se convirtieron en una forma popular de entretenimiento y un pasatiempo para los llamados "Vloggers" (creadores de videoblogs). En la red, abundan tanto vloggers profesionales como aficionados destacados."

### Periodismo ciudadano
Los videos de periodismo ciudadano tienen sus raíces en el desarrollo de las videocámaras, aunque inicialmente todos los videos eran difundidos por los medios de comunicación locales de la época. Esta dinámica cambió con la proliferación de sitios web de carga gratuita, donde la censura era limitada, y una gran cantidad de videos estaban disponibles para cualquier persona interesada. Estas escenas rara vez se transmitían por televisión, pero gracias a estos sitios web, muchas de las escenas que fueron presenciadas por primera vez se volvieron públicas.
En diciembre de 2003, videos filmados en Hong Kong que mostraban casos de acoso en la escuela De La Salle indignaron al público y generaron una profunda preocupación por la violencia escolar. Este incidente llevó al arresto de 11 estudiantes, de los cuales 7 fueron finalmente expulsados en 2020.
En particular, en diciembre de 2004, videos turísticos del terremoto y tsunami en el Océano Índico ofrecieron al público de todo el mundo las primeras imágenes del desastre.

### Vlog
Desde finales de 2005 hasta principios de 2006, surgió una nueva forma de blogging llamada vlog. Se trata de un blog que utiliza el vídeo como contenido principal, a menudo acompañado de texto, imágenes y metadatos adicionales para proporcionar contexto. Según Su Li Walker, analista del Yankee Group, "al igual que los blogs, que se han convertido en una extensión de los medios tradicionales, los videoblogs serán un complemento de la radiodifusión tradicional".   Las entradas habituales suelen presentarse en orden cronológico inverso.

### Convergencia con los medios tradicionales
El mercado en evolución de los videoclips despertó el interés de los estudios cinematográficos tradicionales. En 2006, los productores de Lucky Number Slevin, una película protagonizada por Morgan Freeman, Lucy Liu y Bruce Willis, crearon un clip de 8 minutos específicamente para YouTube. Se observó que las celebridades de los medios tradicionales tienden a aportar más popularidad a la cultura de los clips que la mayoría de los creadores de vídeos aficionados.
El potencial emergente para el éxito del video web llamó la atención de algunos de los principales ejecutivos del entretenimiento en Estados Unidos, incluido el exejecutivo de Disney y actual director de Tornante Company, Michael Eisner. La subdivisión Vuguru de Tornante, dirigida por Eisner, se asoció con el conglomerado de medios canadiense Rogers Media el 26 de octubre de 2009, asegurando planes para producir más de 30 nuevos programas web al año. Rogers Media colaboraría en la financiación y distribución de las próximas producciones de Vuguru, solidificando así una conexión directa entre los medios tradicionales y los nuevos.

## Vídeos cortos
Los vídeos cortos (también filmeta) se hicieron populares en la década de 2010. En 2012, Snapchat comenzó a permitir a los usuarios compartir videos de 10 segundos. Vine, lanzado en 2013, limitaba la duración de los vídeos a seis segundos y contribuyó significativamente a la popularidad generalizada de los vídeos de formato corto. Este fenómeno dio origen a una nueva generación de figuras públicas, como Kurtis Conner, David Dobrik, Danny González, Drew Gooden, Liza Koshy, Shawn Mendes, Jake Paul, Logan Paul y Lele Pons. En respuesta a la popularidad de Vine, Instagram agregó la capacidad de compartir videos de 15 segundos en 2013 y desde entonces ha ampliado enormemente su funcionalidad de video con numerosas características adicionales, incluyendo Reels. 
Después del cierre de Vine en 2017, muchos de sus usuarios destacados comenzaron a crear videos más largos en YouTube. Tras la fusión de TikTok con Musical.ly en 2018, TikTok se convirtió en la aplicación de videos de formato corto más utilizada y ha crecido para convertirse en una de las aplicaciones más populares en todo el mundo. En 2020, Dom Hoffman, cofundador de Vine, lanzó Byte, originalmente concebido como el sucesor de Vine, pero posteriormente rebautizado como Clash y luego Huddles. En 2021, en respuesta a la creciente competencia presentada por TikTok, YouTube lanzó YouTube Shorts para alojar videos con una duración máxima de 60 segundos. En solo seis meses, YouTube Shorts acumuló más de 5 billones de visitas en total.